# Fandi Utomo
Fandi Eko Utomo (sinh ngày 2 tháng 3 năm 1991) là một cầu thủ bóng đá người Indonesia who thi đấu ở vị trí tiền vệ (association football)|winger cho Persebaya Surabaya ở Liga 1.
Anh là con trai của cầu thủ đội tuyển quốc gia và cựu thành viên Persebaya Surabaya Yusuf Ekodono.

## Bàn thắng quốc tế
Bàn thắng U-23 quốc tế
| Bàn thắng | Thời gian           | Địa điểm                                            | Đối thủ                | Tỉ số | Kết quả | Giải đấu                      |
| --------- | ------------------- | --------------------------------------------------- | ---------------------- | ----- | ------- | ----------------------------- |
| 1         | 30 tháng 3 năm 2014 | Sân vận động Gelora Sriwijaya, Palembang, Indonesia | Morocco U–20           | 1–0   | 1–0     | Islamic Solidarity Games 2013 |
| 1         | 30 tháng 3 năm 2014 | Sân vận động Manahan, Surakarta, Indonesia          | Sri Lanka U–23         | 2–0   | 5–0     | Giao hữu                      |
| 2         | 15 tháng 9 năm 2014 | Sân vận động Goyang, Goyang, Hàn Quốc               | U–23 Timor-Leste       | 0–7   | 0–7     | Đại hội Thể thao Châu Á 2014  |
| 3         | 26 tháng 9 năm 2014 | Sân vận động Ansan Wa~, Ansan, Hàn Quốc             | U–23 CHDCND Triều Tiên | 3–1   | 4–1     | Đại hội Thể thao Châu Á 2014  |

## Danh hiệu

### Danh hiệu câu lạc bộ
Persela U-21
- Vô địch Indonesia Super League U-21: 2011

### Danh hiệu cá nhân
- Indonesia Super League U-21 Best Player: 2011

### Danh hiệu quốc gia
U-23 Indonesia
- Huy chương Bạc Islamic Solidarity Games: 2013
- Huy chương Bạc Đại hội Thể thao Đông Nam Á: 2013